# Port lotniczy Columbia (Missouri)
Port lotniczy Columbia (IATA: COU, ICAO: KCOU) – port lotniczy położony 19 km na południowy wschód od Central Business District Columbii, w stanie Missouri, w Stanach Zjednoczonych.